# عبد الكريم الجحيدلي
عبد الكريم هلال الجحيدلي، 1931 - 19 يونيو 2005 ، نائب سابق في مجلس الأمة الكويتي.

## السيرة البرلمانية
ترشح في انتخابات مجلس الأمة الكويتي 1967 في الدائرة الرابعة، وحصل على المركز الثاني برصيد 761 صوت وفاز بالانتخابات، وشارك في انتخابات مجلس الأمة الكويتي 1971 في الدائرة الرابعة، وحصل على المركز الثالث برصيد 755 صوت وفاز بالانتخابات، وشارك في انتخابات مجلس الأمة الكويتي 1975 في الدائرة الرابعة، وحصل على المركز الثامن برصيد 800 صوت وخسر الانتخابات، وشارك في انتخابات مجلس الأمة الكويتي 1981 في الدائرة السابعة عشر، وحصل على المركز الأول برصيد 421 صوت وفاز بالانتخابات، وشارك في انتخابات مجلس الأمة الكويتي 1985 في الدائرة السابعة عشر، وحصل على المركز الرابع برصيد 477 صوت وخسر الانتخابات، وشارك في انتخابات مجلس الأمة الكويتي 1992 في الدائرة السابعة عشر، وحصل على المركز العاشر برصيد 354 صوت وخسر الانتخابات، وشارك في انتخابات مجلس الأمة الكويتي 1996 في الدائرة السابعة عشر، وحصل على المركز الثاني عشر برصيد 333 صوت وخسر الانتخابات.